# Светско првенство у атлетици у дворани 2016 — скок увис за жене
Такмичење у скоку увис у женској конкуренцији на Светском првенству у атлетици у дворани 2016. одржано је 20. марта у Орегонском конгресном центру у Портланду (САД).
Титулу освојену у Сопоту 2014, бранила је Камила Лићвинко из Пољске. Марија Кучина из Русије која је са Лићвинковом делила прво место на прошлом светском првенству у дворани, неће бранити своју медаљу због суспензије Русије из међународних такмичења.
Поред Камиле Лићвинко у фаворите се убрајају:
- Вашти Канингам, Сједињене Америчке Државе — са 18 година прва на овогодишњој светској ранг листи, са 1,99 м светска јуниорска рекордерка
- Рут Беитија, Шпанија — 38 година, трострука европска првакиња, са три освојене медаље на светским првенствима: сребро (Доха 2010), бронза (Москва 2006 и Сопот 2014)
- Ајрине Палшуте, Литванија — победница Универзијаде 2015.
- Алесија Трост, Италија — другопласирана на Европском првенству у дворани 2015.

## Земље учеснице
Учествовало је 12 такмичарки из 11 земаља.
1. Антигва и Барбуда (1)
2. Италија (1)
3. Литванија (1)
4. Нигерија (1)
5. Пољска (1)
6. Света Луција (1)
7. Сејшели (1)
8. САД (1)
9. Уједињено Краљевство (1)
10. Шведска (2)
11. Шпанија (1)

## Освајачице медаља
| Вашти Канингам САД | Рут Беитија Шпанија | Камила Лићвинко Пољска |

## Рекорди пре почетка Светског првенства 2016.
Стање на 16. март 2016.
| Рекорди пре почетка Светског првенства 2016. | Рекорди пре почетка Светског првенства 2016. | Рекорди пре почетка Светског првенства 2016. | Рекорди пре почетка Светског првенства 2016. | Рекорди пре почетка Светског првенства 2016. |
| -------------------------------------------- | -------------------------------------------- | -------------------------------------------- | -------------------------------------------- | -------------------------------------------- |
| Светски рекорд                               | 2,08                                         | Кајса Бергквист, Шведска                     | Арнштат, Немачка                             | 4. фебруар 2006.                             |
| Рекорд светских првенстава у дворани         | 2,05                                         | Стефка Костадинова, Бугарска                 | Индијанаполис, САД                           | 8. март 1987.                                |
| Најбољи резултат сезоне у дворани            | 1,99                                         | Вашти Канингам, Сједињене Државе             | Портланд, САД                                | 12. март 2016.                               |
| Европски рекорд                              | 2,08                                         | Кајса Бергквист, Шведска                     | Арнштат, Немачка                             | 4. фебруар 2006.                             |
| Северноамерички рекорд                       | 2,02                                         | Шонте Хауард Лоу, Сједињене Државе           | Албукерки, САД                               | 12. фебруар 2012.                            |
| Јужноамерички рекорд                         | 1,94                                         | Соланж Витевен, Аргентина                    | Брно, Чешка Република                        | 9. фебруар 2000.                             |
| Афрички рекорд                               | 1,97                                         | Хестри Клуте, Јужна Африка                   | Бирмингем, Уједињено Краљевство              | 18. фебруар 2001.                            |
| Азијски рекорд                               | 1,98                                         | Светлана Залевскаја, Казахстан               | Самара, Русија                               | 2. март 2006.                                |
| Океанијски рекорд                            | 1,97                                         | Алисон Инверарити, Аустралија                | Торонто, Канада                              | 13. март 1993.                               |

### Најбољи резултати у 2016. години
Десет најбољих атлетичарки године у скоку увис у дворани пре првенства (16. марта 2016), имале су следећи пласман.
| 1. | Вашти Канингам, Сједињене Државе   | 1,99 | 12. март    |
| 2. | Рут Беитија, Шпанија               | 1,98 | 6. март     |
| 2. | Акела Џонс, Барбадос               | 1,98 | 11. март    |
| 4. | Ајрине Палшуте, Литванија          | 1,97 | 27. јануар  |
| 4. | Камила Лићвинко, Пољска            | 1,97 | 5. фебруар  |
| 6. | Бланка Влашић, Хрватска            | 1,95 | 29. јануар  |
| 6. | Шонте Хауард Лоу, Сједињене Државе | 1,95 | 6. фебруар  |
| 6. | Леверн Спенсер, Света Луција       | 1,95 | 13. фебруар |
| 6. | Михаела Хруба, Чешка               | 1,95 | 20. фебруар |
| 6. | Алесија Трост, Италија             | 1,95 | 26. фебруар |
| 6. | Мари-Лорен Јунгфлајш, Немачка      | 1,95 | 28. фебруар |

Такмичарке чија су имена подебљана учествују на СП 2016.

## Квалификациона норма
| Дворана | Отворено |
| ------- | -------- |
| 1,97 м  |          |

## Сатница
| Датум         | Време | Ниво   |
| ------------- | ----- | ------ |
| 20. март 2016 | 13:00 | Финале |

Времена су дата према локалном времену UTC-8.

## Резултати

### Финале
,,
| Поз. | Атлетичарка      | Земља                | ЛР    | ЛРС   | 1,84 | 1,89 | 1,93 | 1,96 | 1,99 | 2,01 | Рез. (м) | Нап. |
| ---- | ---------------- | -------------------- | ----- | ----- | ---- | ---- | ---- | ---- | ---- | ---- | -------- | ---- |
|      | Вашти Канингам   | САД                  | 1,99  | 1,99  | о    | о    | о    | о    | ххх  |      | 1,96     |      |
|      | Рут Беитија      | Шпанија              | 2,01  | 1,98  | о    | о    | о    | хо   | ххх  |      | 1,96     |      |
|      | Камила Лићвинко  | Пољска               | 2,02  | 1,97  | хо   | о    | хо   | хо   | ххх  |      | 1,96     |      |
| 4.   | Ајрине Палшуте   | Литванија            | 1,98  | 1,97  | хо   | о    | ххо  | ххо  | ххх  |      | 1,96     |      |
| 5.   | Софи Ског        | Шведска              | 1,94  | 1,94  | о    | о    | о    | ххх  |      |      | 1,93     |      |
| 5.   | Леверн Спенсер   | Света Луција         | 1,95  | 1,95  | о    | о    | о    | ххх  |      |      | 1,93     |      |
| 7.   | Алесија Трост    | Италија              | 2,00  | 1,95  | о    | о    | хо   | ххх  |      |      | 1,93     |      |
| 8.   | Ерика Кинси      | Шведска              | 1,90  | 1,87  | о    | ххо  | ххо  | ххх  |      |      | 1,93     | ЛР   |
| 9.   | Дорин Амата      | Нигерија             | 1,93  | 1,93  | о    | о    | ххх  |      |      |      | 1,89     |      |
| 10.  | Лиса Лабиче      | Сејшели              | 1,92о | 1,85о | о    | ххо  | ххх  |      |      |      | 1,89     | НР   |
| 10.  | Исобел Пули      | Уједињено Краљевство | 1,93  | 1,93  | о    | ххо  | ххх  |      |      |      | 1,89     |      |
|      | Присила Фредерик | Антигва и Барбуда    | 1,90  | 1,90  |      |      |      |      |      |      | НС       |      |

Подебљани лични рекорди су и национални рекорди земље коју такмичарка представља.